# Llista d'espècies de psècrids
Aquesta pàgina llista totes les espècies descrites d'aranyes de la família dels psècrids (Psechridae), amb data del 30 de novembre de 2013.

## Fecenia
Fecenia Simon, 1887
- Fecenia cylindrata Thorell, 1895 — Xina, Myanmar, Tailàndia, Laos
- Fecenia macilenta (Simon, 1885) — Malàisia, Sumatra
- Fecenia ochracea (Doleschall, 1859) — Filipines a Queensland
- Fecenia protensa Thorell, 1891 — India, Sri Lanka, Nicobar Illes, Tailàndia, Malàisia, Singapur, Sumatra, Borneo, Bali

## Psechrus
Psechrus Thorell, 1878
- Psechrus aluco Bayer, 2012 — Java
- Psechrus ancoralis Bayer & Jäger, 2010 — Laos, Tailàndia
- Psechrus annulatus Kulczynski, 1908 — Java
- Psechrus antraeus Bayer & Jäger, 2010 — Laos
- Psechrus arcuatus Bayer, 2012 — Sumatra
- Psechrus argentatus (Doleschall, 1857) — Sulawesi a Queensland
- Psechrus borneo Levi, 1982 — Borneo
- Psechrus cebu Murphy, 1986 — Filipines
- Psechrus clavis Bayer, 2012 — Taiwan
- Psechrus crepido Bayer, 2012 — India
- Psechrus decollatus Bayer, 2012 — Java
- Psechrus demiror Bayer, 2012 — Vietnam, Cambotja, i/o Laos
- Psechrus elachys Bayer, 2012 — Tailàndia
- Psechrus fuscai Bayer, 2012 — Xina
- Psechrus ghecuanus Thorell, 1897 — Myanmar, Tailàndia, Laos, Xina
- Psechrus hartmanni Bayer, 2012 — Sri Lanka
- Psechrus himalayanus Simon, 1906 — India, Nepal, Bhután
- Psechrus inflatus Bayer, 2012 — Xina
- Psechrus jaegeri Bayer, 2012 — Tailàndia, Laos
- Psechrus jinggangensis Wang & Yin, 2001 — Xina
- Psechrus kenting Yoshida, 2009 — Taiwan
- Psechrus khammouan Jäger, 2007 — Laos
- Psechrus kinabalu Levi, 1982 — Borneo
- Psechrus kunmingensis Yin, Wang & Zhang, 1985 — Xina
- Psechrus laos Bayer, 2012 — Laos
- Psechrus libelti Kulczynski, 1908 — Tailàndia a Borneo
- Psechrus luangprabang Jäger, 2007 — Laos
- Psechrus marsyandi Levi, 1982 — Nepal
- Psechrus mulu Levi, 1982 — Borneo
- Psechrus norops Bayer, 2012 — Malàisia
- Psechrus obtectus Bayer, 2012 — Vietnam
- Psechrus pakawini Bayer, 2012 — Myanmar, Tailàndia
- Psechrus rani Wang & Yin, 2001 — Xina, Vietnam
- Psechrus schwendingeri Bayer, 2012 — Filipines
- Psechrus senoculatus Yin, Wang & Zhang, 1985 — Xina
- Psechrus sinensis Berland & Berland, 1914 — Xina
- Psechrus singaporensis Thorell, 1894 — Malàisia, Singapur, Sumatra
- Psechrus steineri Bayer & Jäger, 2010 — Laos
- Psechrus taiwanensis Wang & Yin, 2001 — Taiwan
- Psechrus tauricornis Bayer, 2012 — Sri Lanka
- Psechrus tingpingensis Yin, Wang & Zhang, 1985 — Xina
- Psechrus torvus (O. P.-@Cambridge, 1869) — Sri Lanka, India
- Psechrus triangulus Yang et al., 2003 — Xina
- Psechrus ulcus Bayer, 2012 — Borneo
- Psechrus vivax Bayer, 2012 — Tailàndia
- Psechrus zygon Bayer, 2012 — Sri Lanka